# Oligodon perkinsi
Oligodon perkinsi là một loài rắn trong họ Rắn nước. Loài này được Taylor mô tả khoa học đầu tiên năm 1925.